# Azarmíntoque
Azarmíntoque (grec: Αζαρμιντόχη) (persa Āzarmīdoḵt, Arzmīdoḵt, Arzmīndoḵt, Āzarūmīddoḵt) fou una reina sassànida que va governar per uns mesos el 630. Era la germana de la reina Boran o Borane (reina 630 o 631) filla del rei Còsroes II. El seu nom vol dir "La filla del respectat". Apareix en alguna moneda. El seu malnom fou «la Justa».
Els historiadors musulmans diuen que fou reina durant sis mesos (at-Tabarí, Yakubí, al-Biruní i altres) o encara menys temps (Makdesi, Kasrawi donen 4 mesos). Únicament Masudi i algun altra indica 16 mesos. Va regnar, entre 4 mesos i més d'un any juntament amb Ormuz V (VI). Segons al-Tabari el governador militar del Khurasan, Farrok-Hormozd (Ormuz VI), cap de la facció nobiliària dels Pahlav, la va demanar en matrimoni i com que no podia refusar el va convidar a la seva cambra privada on el va matar; en revenja el seu fill Rostam es va apoderar de Ctesifont, va destronar a la reina i la va cegar i després la va matar. La font persa, el Shah-nama, li dona el nom d'Azarmdokt, i diu que va regnar uns cinc mesos.